# Philodromus rajani
Philodromus rajani är en spindelart som beskrevs av Gajbe 2005. Philodromus rajani ingår i släktet Philodromus och familjen snabblöparspindlar. Inga underarter finns listade i Catalogue of Life.